# La Confluence
La Confluence es un barrio de Lyon situado en el extremo sur de la península del Presqu'île, próximo a la confluencia de los ríos Ródano y Saona. Desde finales de la década de 1990, el área ha sufrido profundos cambios.

## Geografía
El distrito de la Confluence está limitado al norte por el barrio de Sainte-Blandine, al este por la autopista A7 sobre la orilla del Ródano, al oeste por el río Saona y al sur por la confluencia del Ródano y del Saona.
Se estructura en torno a un eje principal, la calle Charlemagne, que lo atraviesa de norte a sur.
Hasta el año 2009 el área se encuentra ocupada principalmente por un mercado mayorista, antiguos almacenes y por terrenos baldíos. Todos estos terrenos han sido liberados para hacer espacio al proyecto Confluence. También existe un antiguo puerto industrial, el puerto Rambaud, en la orilla del Saona y algunos viejos almacenes como La Sucrière, edificio que actualmente acoge eventos como la Bienal de Arte Contemporáneo.
Al norte se encuentra el barrio residencial de Sainte-Blandine, además de varios equipamientos que incluyen una pista de hielo y la antigua prisión de Saint-Paul - Saint Joseph, hoy en día rehabilitada para acoger la Universidad Católica de Lyon.

## Sociología

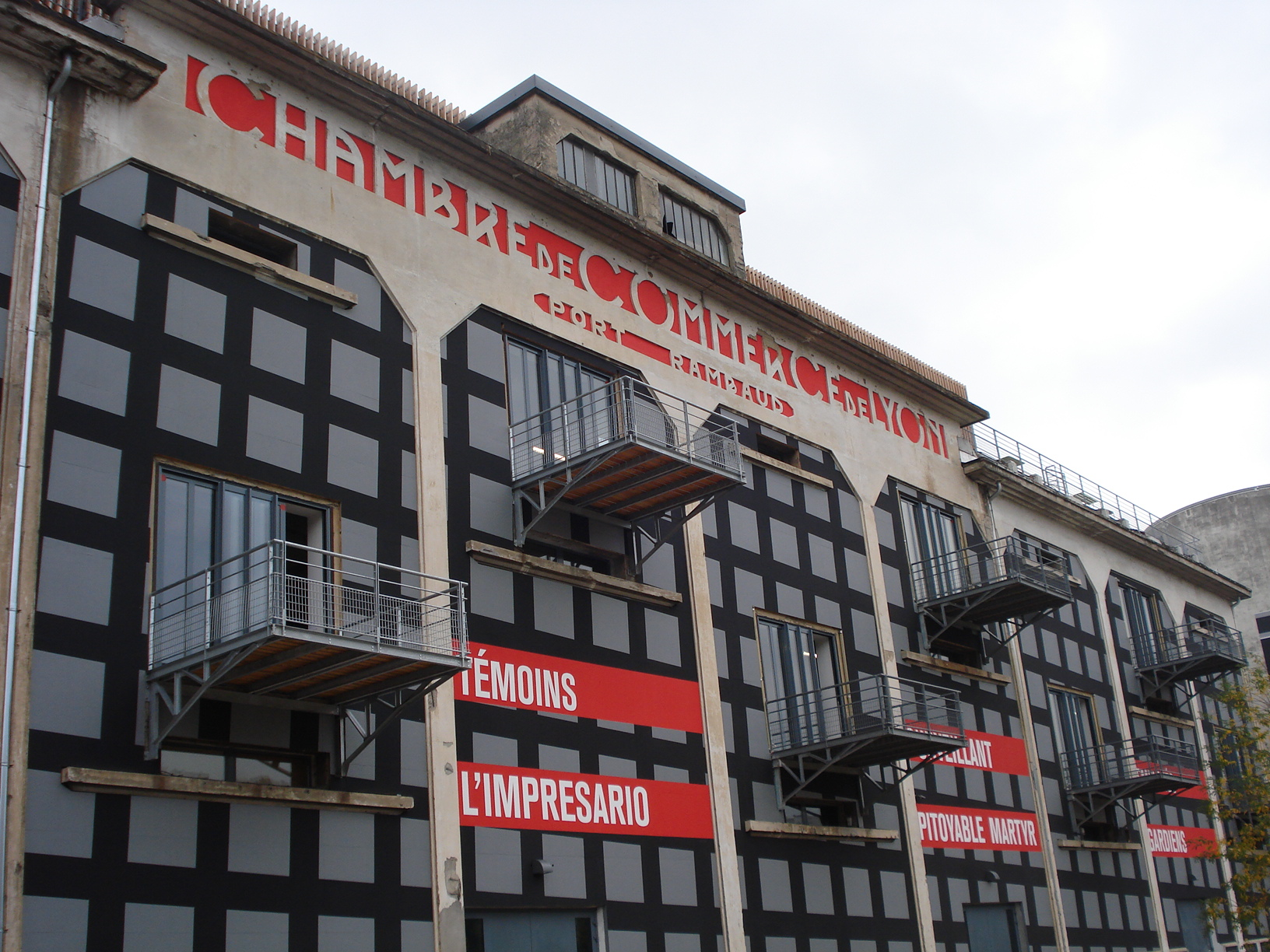
La Sucrière, actualmente acoge la Bienal de Lyon.

A pesar de su situación cerca del centro histórico de la ciudad de Lyon, el barrio de la Confluence, siempre dedicado a la actividad industrial, portuaria y al mercado mayorista, está aislado del resto del Presqu'île por los arcos de la Estación de Lyon-Perrache.
El Proyecto Confluence está cambiando de forma radical la sociología de la zona, provocando una rápida gentrificación.

## Historia
Artículo principal: Perrache (barrio).
El emplazamiento actual de la confluencia emerge del suelo cuando la obra de expansión de la Península se hace en el siglo XVIII bajo la dirección del ingeniero de Perrache. En 1829 un muelle fue construido en el sur del distrito como la terminal de la línea de ferrocarril de hierro Lyon - Saint-Étienne; que fue sustituido en 1845 por la estación de Bourbonnais. Con la construcción de Perrache, que separa claramente el barrio Ainay al norte, residencial y comercial, y el barrio al sur, que se vuelve decididamente industrial y logística.
Después de las Segunda Guerra Mundial aparecen nuevos proyectos. Louis Pradel prevé un construir allí el distrito de negocios central que es en última instancia construido en la Part-Dieu. En la década de 1990, Raymond Barre lanza un proyecto para reconvertir la confluencia.

## El Proyecto Confluence

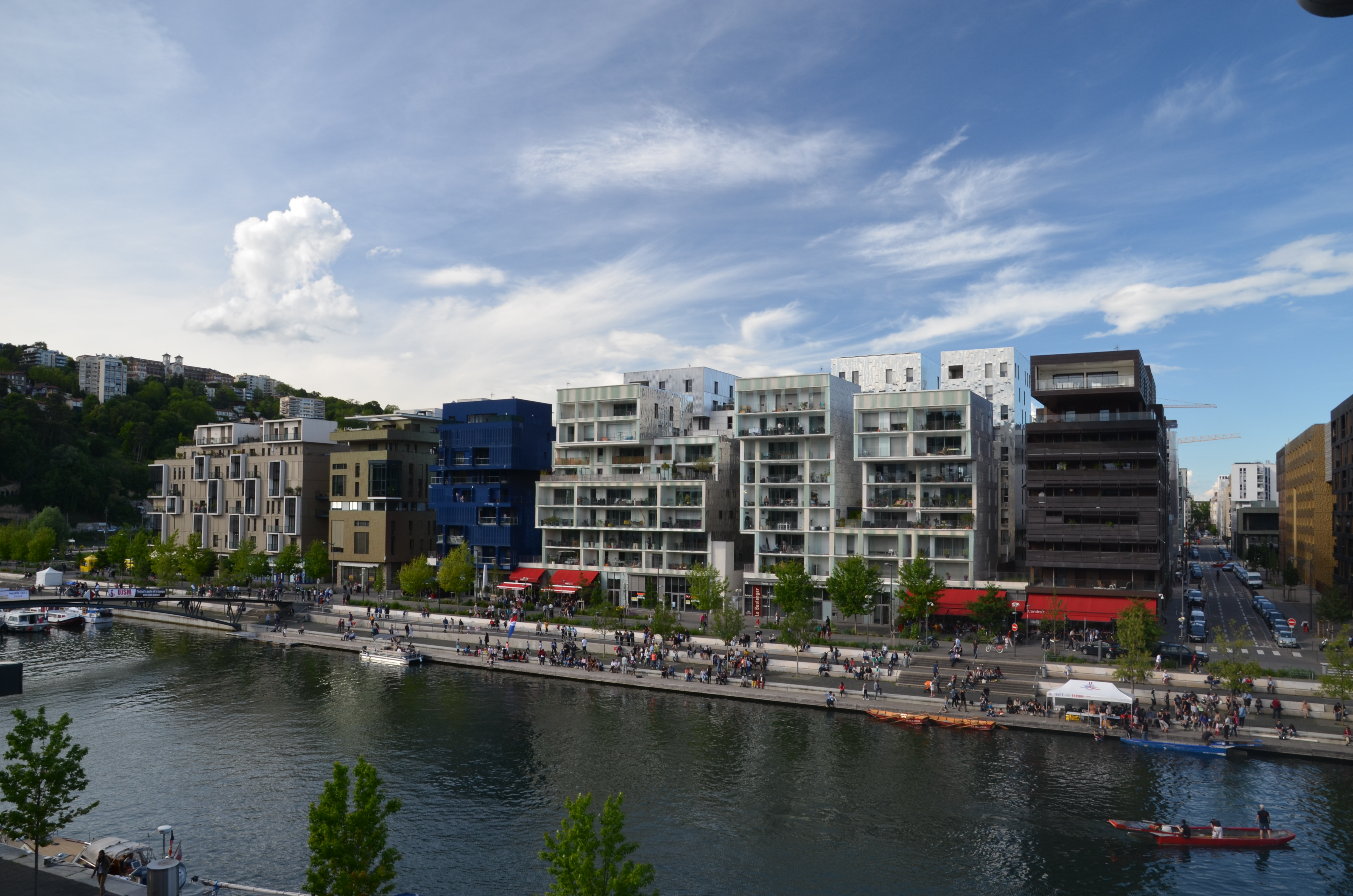
Edificios residenciales

El proyecto Confluence tiene como objetivo doblar la superficie del centro-ciudad de Lyon, urbanizando la zona Es el alcalde de Lyon Raymond Barre quien lanzó la idea en 1995 mediante la creación de la misión Lyon-Confluence. Un concurso internacional de definición se puso en marcha en 1997 y ganado por el equipo MBM (Thierry Melot, Oriol Bohigas y Catalina Mosbach ), que apoya el acuerdo de estudios que llevó al desarrollo de la primera directora del esquema de operación presentado al público en el año 1999.
Este modelo ofrece una visión en treinta años, y ofrece la apertura a largo plazo de la península a través de medidas de infraestructura fuertes: desmantelamiento de la A7 bulevar urbano a lo largo del Ródano, creación de una autopista al oeste de Lyon, transformación de la estación de Perrache y creación de una continuidad urbana norte-sur a través de un viaducto ferroviario, demolición del centro de cambios para resitituir el espacio de la calle Verdum, mutación del haz ferroviario de la línea Moret- Veneux-Les-Sablons a Lyon-Perrache cruzando el acueducto, alargamiento del tranvía y metro, creación de un parque urbano al sur de la península, creación de la plaza de archivos al sur de la estación, etc Esta visión a largo plazo es el soporte de un proyecto dividido en varias operaciones urbanas a corto plazo, encadenadas y programadas de manera secuencial
El estado de salud de Raymond Barre no le habría permitido pretender un segundo mandato de alcalde o de presidente de la comunidad urbana, incluso habiendo indicado siempre querer hacer solo un mandato (ver su libro de conversaciones "la experiencia del poder"); la elección de Gérard Collomb en 2001 condujo a la exclusión del equipo MBM al disfrute del urbanista François Grether y del paisajista Michel Desvinge.
El promotor es el Ayuntamiento de Lyon, bajo el nombre de SLPA (Sociedad pública y local de mantenimiento) Lyon Confluence, creada en julio de 1999 para promover y llevar a cabo la operación. En primer lugar, presidido por Raymond Barre, es entonces continuado por Gérard Collomb, nuevo alcalde y presidente de la comunidad urbana desde 2001 y dirigida por Jean-Pierre Gallet.
El nuevo proyecto incluye un programa integral de viviendas y oficinas, un centro comercial, que abarca 150 hectáreas, un depósito de agua conectado a la Saona, un museo en el sitio de la punta de la península en lugar de Parque Saône; la apertura total se convierte en parcial La sede de la región de Rhône-Alpes también se construye.
Los arquitectos y los planificadores del proyecto de vivienda, incluyendo integrales arquitectos Lipsky + Rollet, Gautrand Manual, Massimiliano Fuksas, MVRDV - Winy Maas y oficinas, entre otros, Jean-Michel Wilmotte, Jakob-MacFarlane, Rudy Ricciotti, Odile Decq.
La sede del Consejo Regional de Rhône-Alpes es dirigida por Christian de Portzamparc. El museo llamado Confluence Museo, diseñado por el estudio de arquitectura austríaca Coop Himmelbau, está en construcción en enero de 2010, con entrega prevista para la primavera de 2014 y una apertura prevista en noviembre del mismo año [ ref. requerida].
El proyecto también incluye una apertura de la zona por la construcción de grandes infraestructuras que une el barrio de Gerland y Perrache. Una primera extensión del tranvía T1 fue inaugurado en septiembre de 2005, el Perrache Mont, una segunda ampliación está prevista para febrero de 2014 hasta la estación Debourg. También se prevén dos puentes sobre el Ródano: el puente Les Girondins con vistas a la Rue des Girondins Gerland, y Raymond Barre puente entre el Museo y el Parque Confluencia des Berges. Por el contrario la supresión de la autopista A7 o la perforación de nuevas bóvedas bajo Perrache no están previstas
En 2011, el Gran Lyon y la agencia gubernamental de NEDO Japón, responsable de apoyar la investigación y el desarrollo en tecnologías ambientales, puso en marcha la implementación de una inteligente (comunidad inteligente) de energía de la red manifestante. El proyecto de demostración consiste en la construcción de 3 edificios en el bloque P (último bloque para alcanzar a lo largo de la cuenca de agua), el despliegue de una flota de vehículos eléctricos en el coche compartido, la instalación de la energía- cajas para ayudar a las personas a controlar su consumo de energía, y el establecimiento de un sistema de gestión para la auditoría energética comunitaria. El subproyecto, estimado en 50 millones de euros, está controlada por Toshiba.
Confluence es reconocido barrio ecológico por el gobierno francés, barrio sostenible por el WWF, y fue galardonado con el Concierto Sello Europeo para bajo consumo de energía en los edificios.
Empresas como GL Events o Euronews han establecido su sede central en el distrito en 2014.

## Transporte
La zona está servida por:

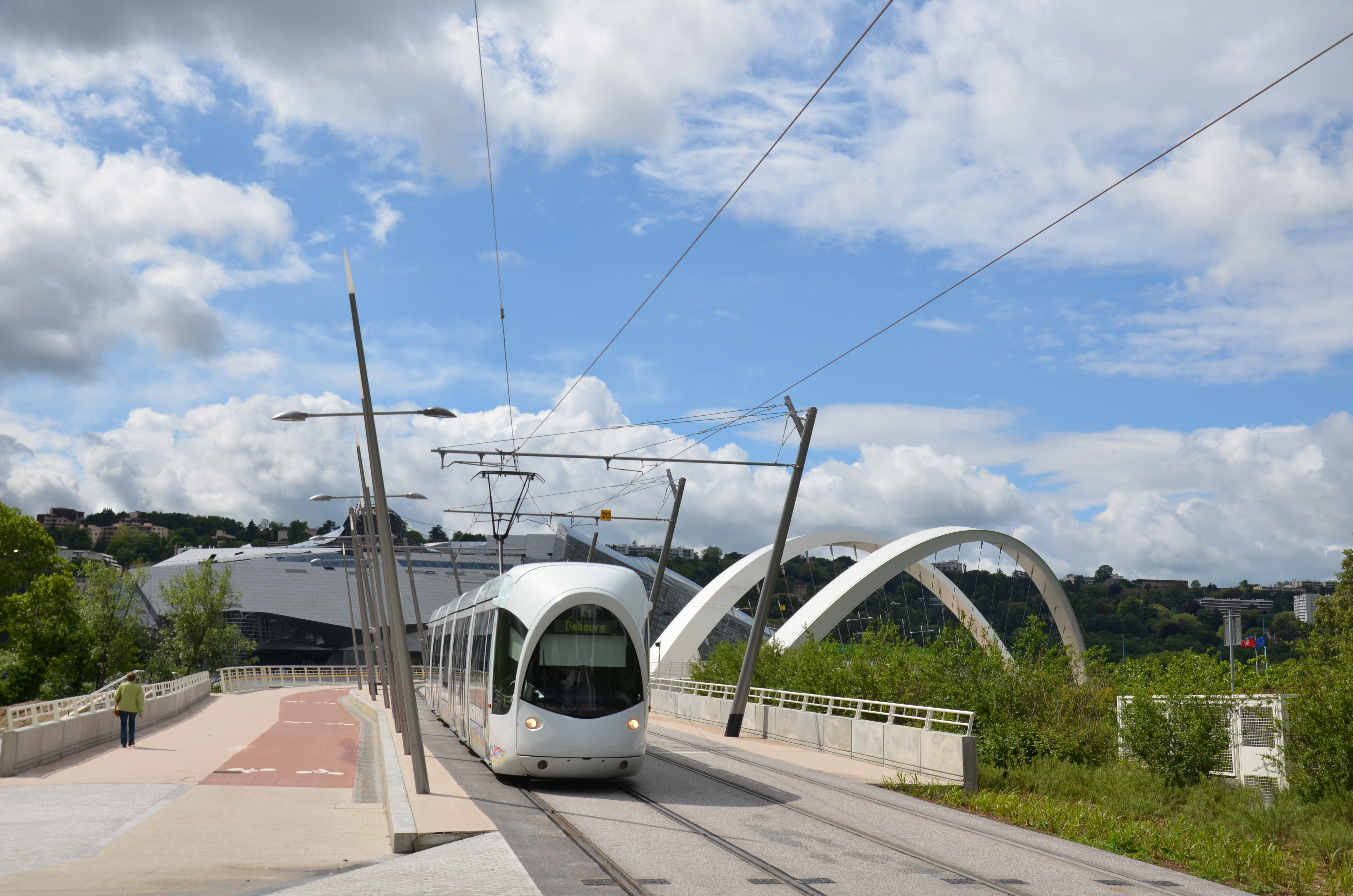
Tranvía T1 llegando a la parada « Halle Tony Garnier »

- 5 estaciones de tranvía (línea T1): "Museo Confluencia", "Hotel de la Región - Montrochet", "Ste-Blandine," Suchet "y" Perrache ".
- Las líneas de autobús 63 y S1 la red TCL.
- 1 estación de metro (línea A) así como numerosas líneas de autobús en la estación intermodal de Perrache.
- Transporte fluvial por el Saona.

## Documentación Audiovisual
- "Confluence : le rêve métropolitain", 29:42 m'.